# Lars Odencrants
Lars August Odencrants, född 10 december 1864 i Ljungarums församling, Jönköpings län, död 11 december 1956 i Stockholm, var en svensk bankdirektör. 
Ordencrants, som var son till vice häradshövding Hartvig Odencrants och Jacquette Gyllenhaal, avlade studentexamen i Jönköping 1882. Han var anställd i Skandinaviska Kreditaktiebolaget i Göteborg 1883–1894, kassör i Sjöförsäkringsaktiebolaget Ocean 1895, åter i Skandinaviska Kreditaktiebolaget 1896, blev kamrer där 1903, biträdande verkställande direktör vid Stockholmskontoret 1908 och var vice verkställande direktör 1909–1930. Han var styrelsemedlem i Svenska Bibelsällskapet 1934.
Odencrants ingick 1890 äktenskap med Alma Höckert (1863–1939), dotter till professor Johan Fredrik Höckert.